# 長鬚毛鼻鯰
長鬚毛鼻鯰（学名：Trichomycterus longibarbatus），為輻鰭魚綱鯰形目毛鼻鯰科毛鼻鯰屬的一個種。該物種分布於南美洲巴西聖埃斯皮里托的附近流域，體長可達5.8公分。

## 扩展阅读
維基物種上的相關：長鬚毛鼻鯰